# Zackeneule

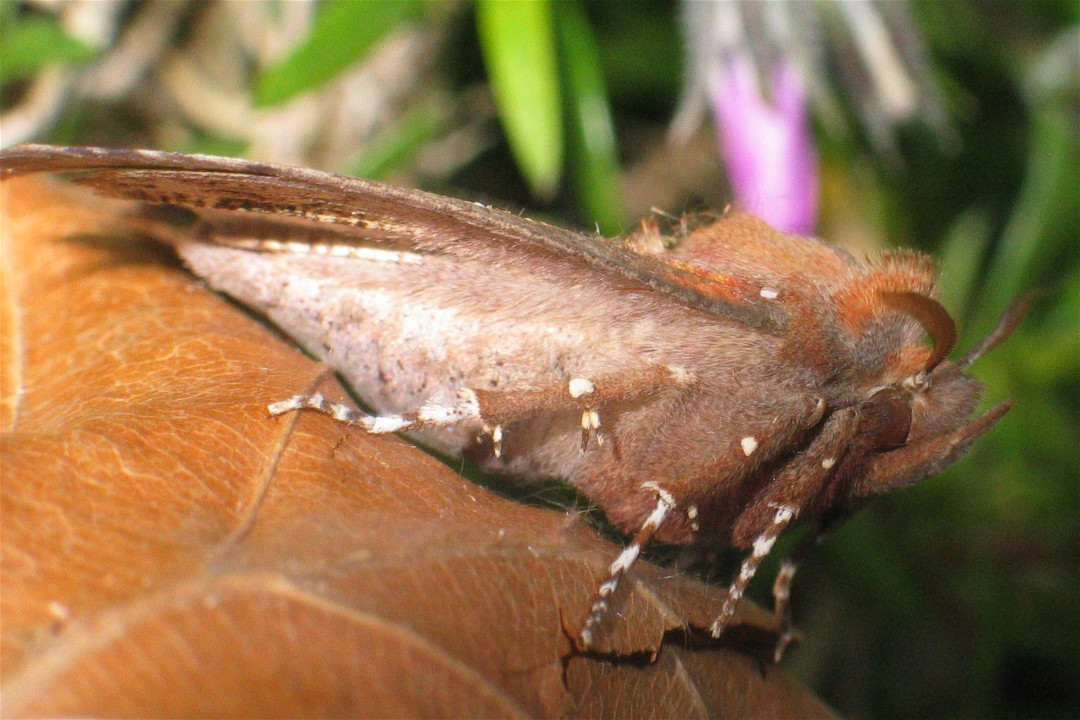
Seitenansicht einer Zackeneule

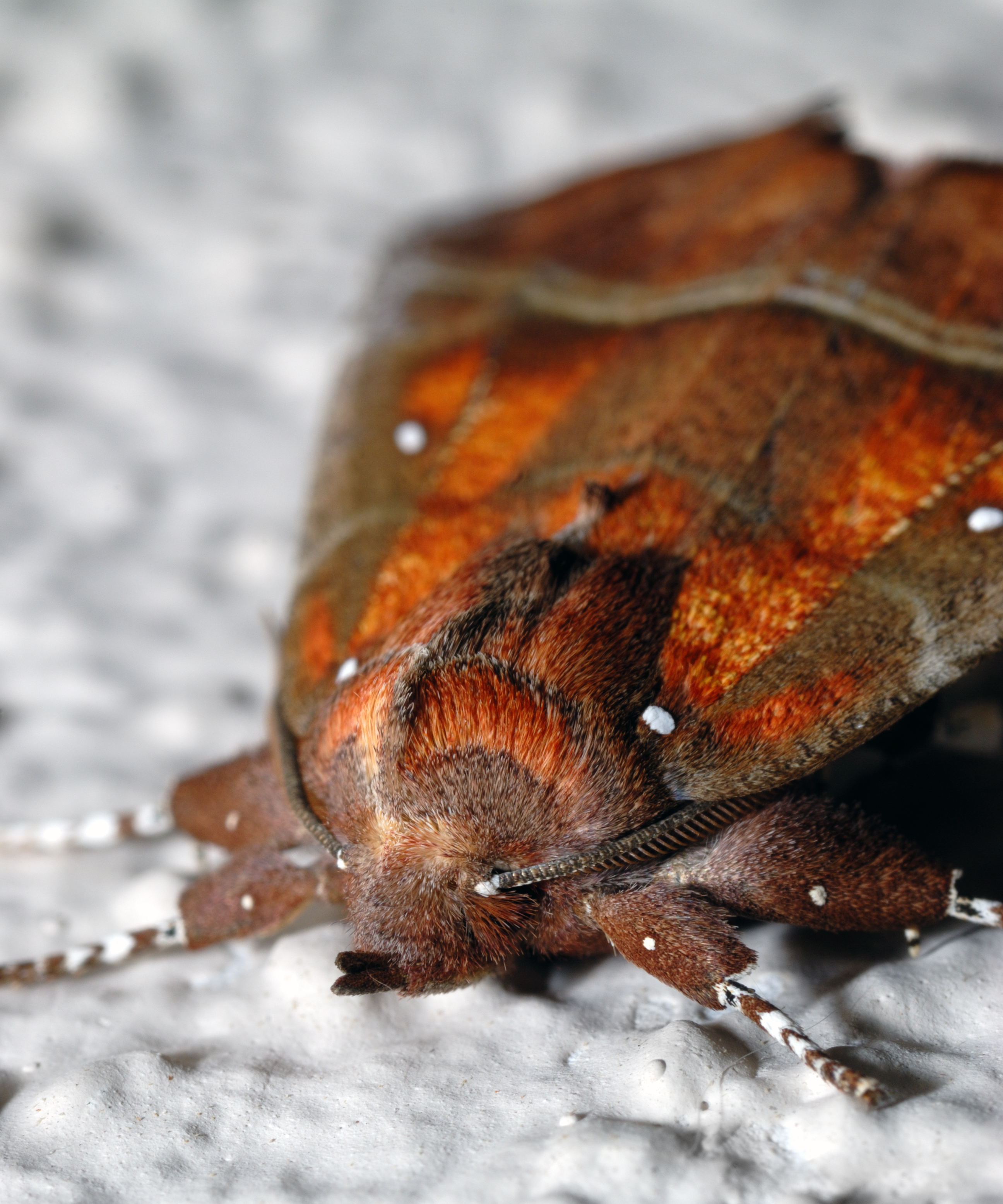
Ansicht von vorn

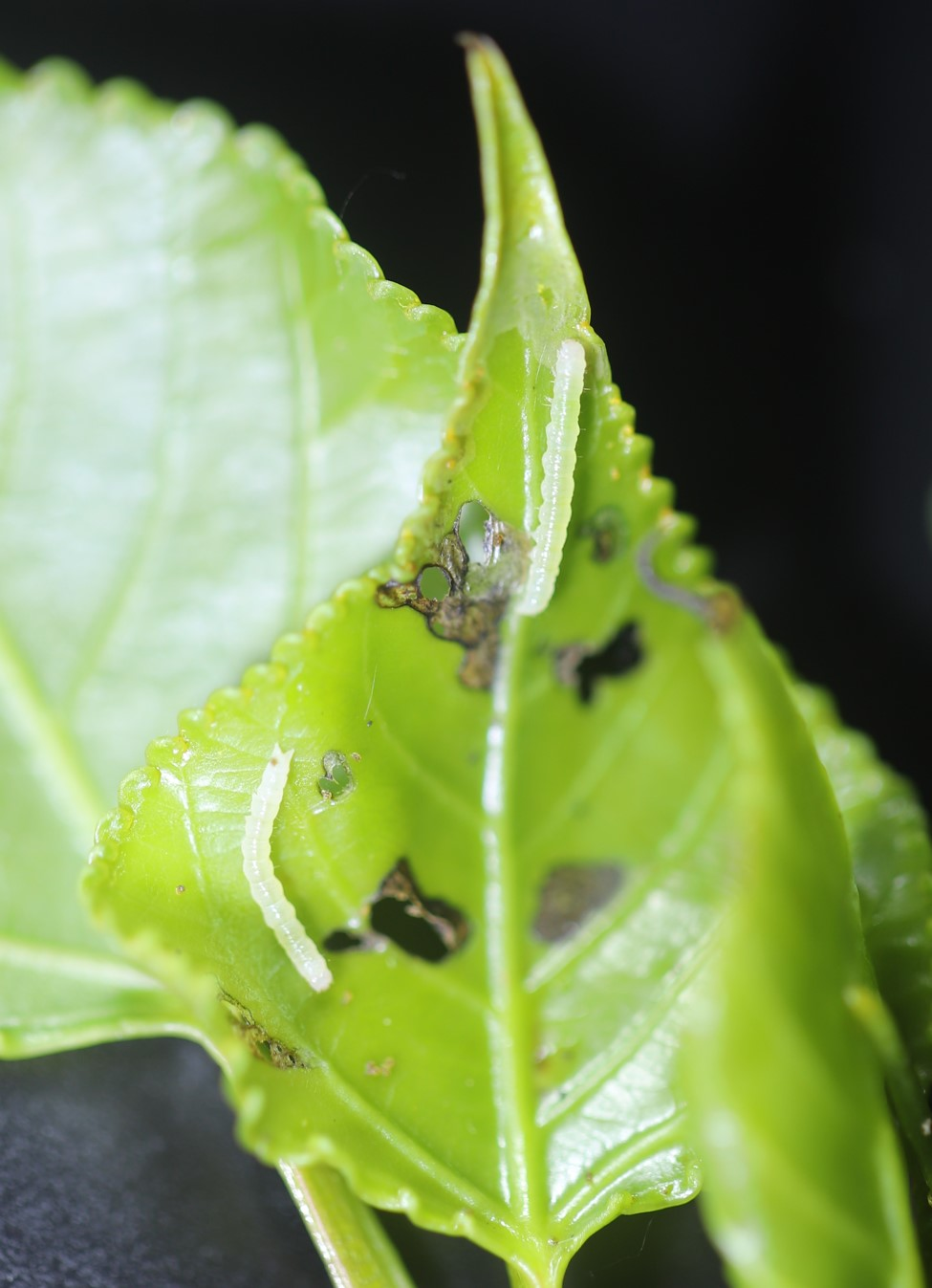
Jungraupen (6 mm lang) an einem frischen Blatt einer Schwarzpappel

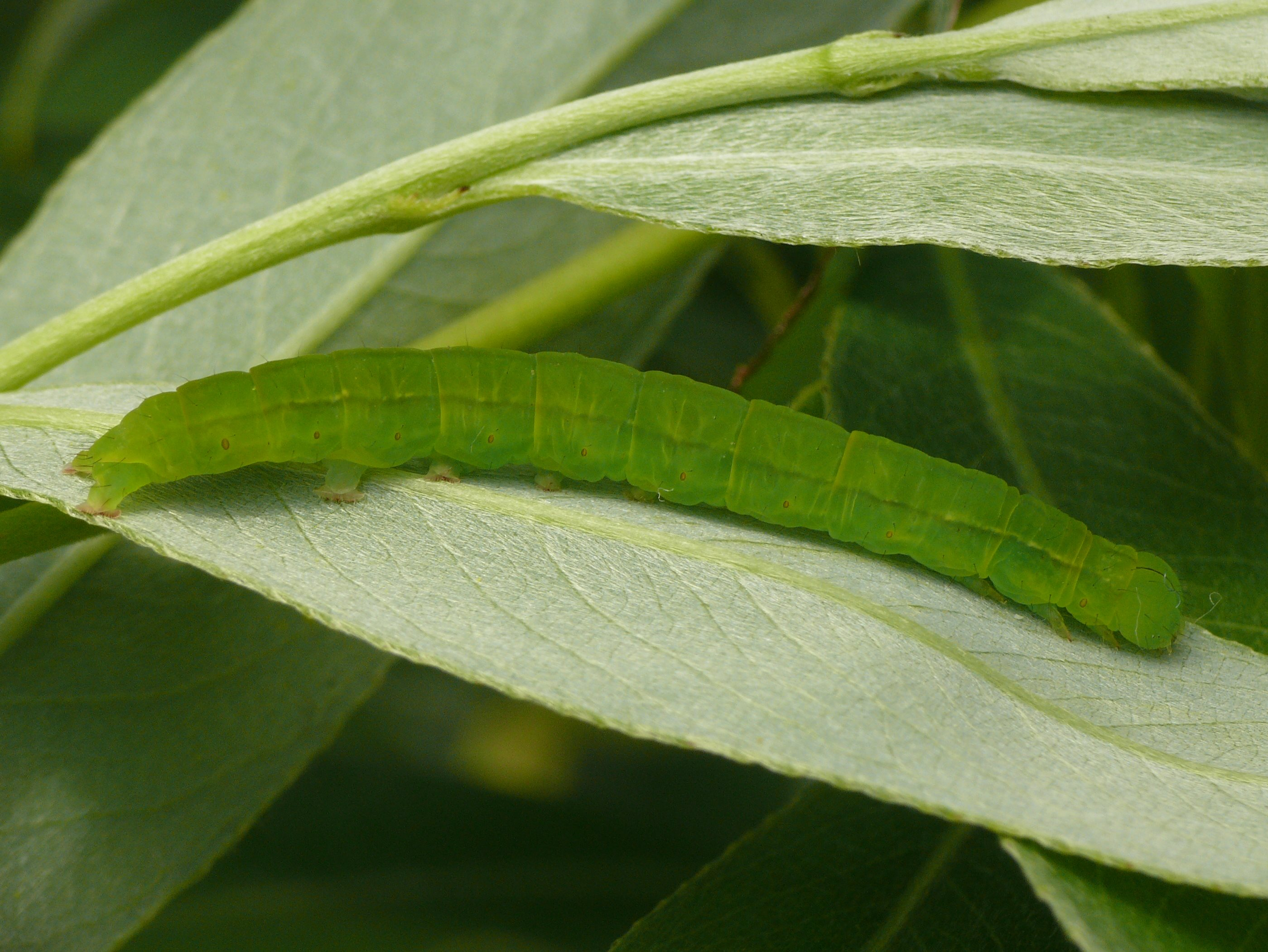
Raupe der Zackeneule an Silber-Weide

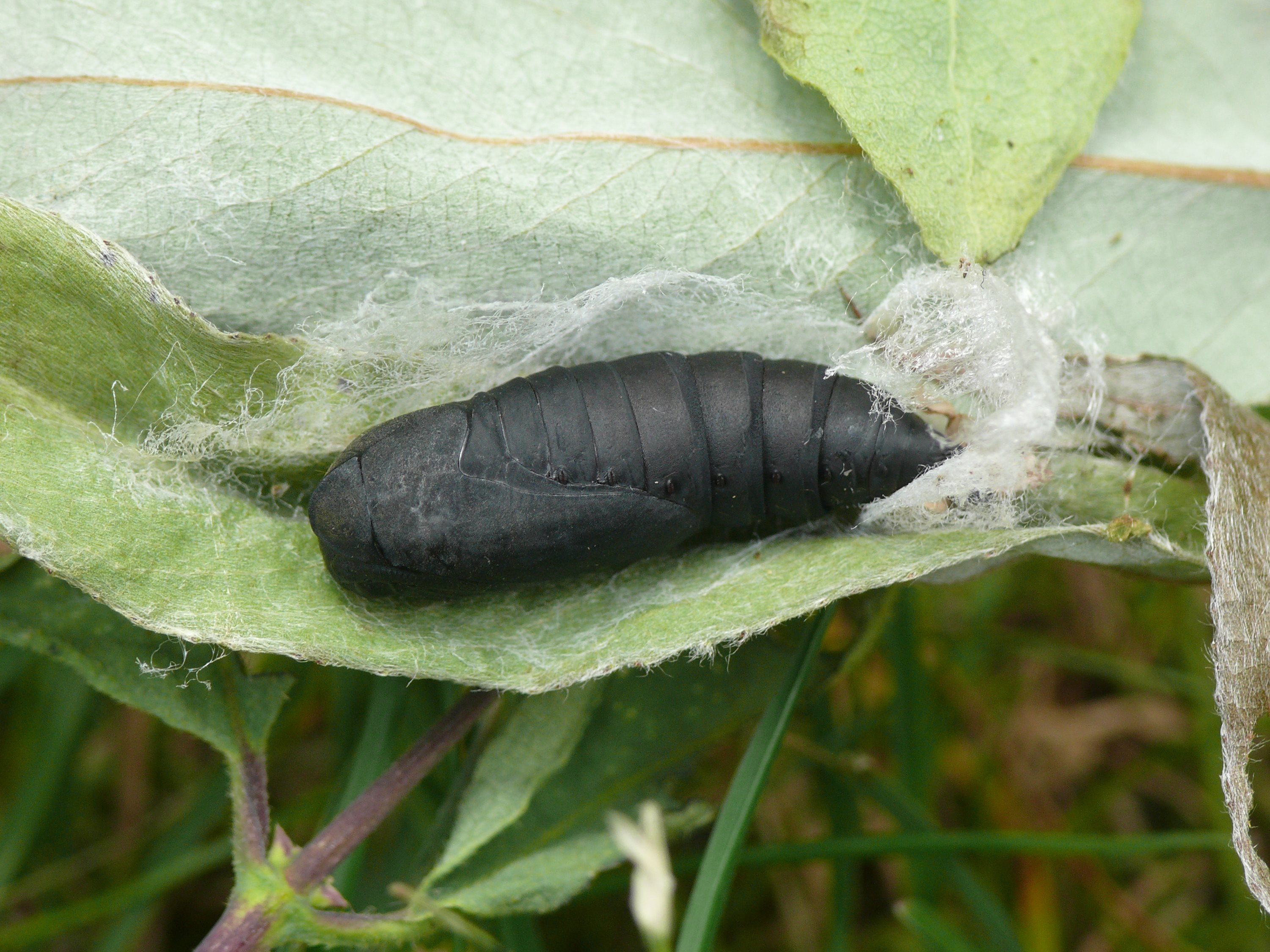
Puppe der Zackeneule

Die Zackeneule (Scoliopteryx libatrix), auch als Zimteule, Krebssuppe, Orangefarbene Zackeneule, Sturmhaube, Näscherin, Dotterweidenspinner oder Zuckereule bekannt, ist ein Schmetterling (Nachtfalter) aus der Familie der Eulenfalter (Noctuidae).

## Merkmale
Die Falter erreichen eine Flügelspannweite von 40 bis 45 Millimetern. Der Saum ihrer Vorderflügel ist unregelmäßig gezackt. Von daher haben die Falter ihren üblichen deutschen Namen. Sie haben eine braune bis graue Grundfärbung, die einen rosafarbenen Einschlag aufweisen kann. Etwa das hintere Flügeldrittel wird durch eine hellgraue Binde, die in der Mitte dunkler als an den Seiten ist, abgeteilt. Der Thorax und der verbleibende Flügelteil weisen eine rostbraune Musterung auf. Darüber hinaus haben sie einen kleinen weißen Diskoidalfleck und einen weiteren weißen Punkt am Flügelansatz. Am Flügelvorderrand und nahe der Flügelspitze sind weiße Wische erkennbar. Die Hinterflügel sind graubraun gefärbt und haben eine dunkle Mittellinie. Die Beine sind weiß und braun gemustert.
Die Raupen werden ca. 50 Millimeter lang und haben einen schlanken Körper. Sie sind hellgrün gefärbt und haben eine helle, leicht gelbliche Seitenlinie.

## Vorkommen
Die Tiere sind weit verbreitet, unter anderem in Europa, Asien und Nordafrika. Sie leben in verschiedensten Lebensräumen, wie z. B. in Laubwäldern, an Gewässerufern und am Rand von Mooren und Sümpfen, aber auch in Gärten und Parks.

## Lebensweise
Die nachtaktiven Falter können mit ihrem starken Saugrüssel Früchte, wie etwa Brombeeren, anstechen und aussaugen. Sie überwintern an Orten mit hoher Luftfeuchtigkeit, wie z. B. in Höhlen oder feuchten Kellern. Dort kann man sie manchmal in größeren Gruppen im Winter finden, meist mit auf den Flügeln kondensierten Tautröpfchen. Auch im Sommerhalbjahr, beispielsweise auf der Innenseite abstehender Borke kränkelnder Bäume, bilden sie gelegentlich Aggregationen.

### Flug- und Raupenzeiten
Die Zackeneule fliegt jährlich in zwei Generationen von Juni bis Juli und von August bis in den Juni des nächsten Jahres. Die Raupen findet man von Mai bis Juni und von Juli bis September.

### Nahrung der Raupen
Die Raupen ernähren sich vor allem vom Laub von Salweide (Salix caprea), Korb-Weide (Salix viminalis) und Zitterpappel (Populus tremula) sowie von weiteren Arten der Gattungen Salix und Populus.

## Entwicklung
Die Raupen fressen in der Regel die Äste von oben nach unten ab. Die Verpuppung findet an der Basis der Pflanzen zwischen Blättern oder direkt am Boden statt. Die Puppe ist schwarz.